# Fantasivärld

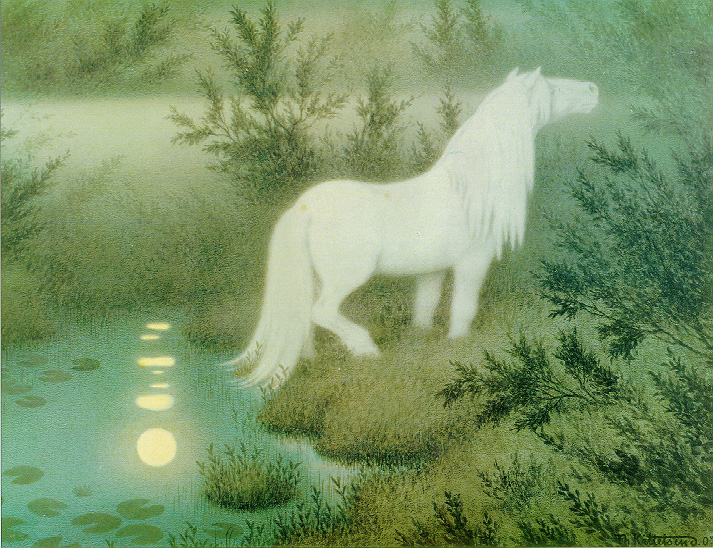
Näcken som bäckhäst av Theodor Kittelsen – folktro förvandlad till fantasivärld.

En fantasivärld är en värld som är påhittad. Fantasivärldar är vanliga inom skönlitteraturen (inklusive inom fantasygenren) och folksagan. Fantasivärldar kan också förekomma i exempelvis fantasyfilmer, äventyrsfilmer och även i olika dator- och TV-spel.
Personen som skapar en fantasivärld bestämmer hur världen ska se ut. I fantasivärldar kan det finnas troll, drakar och jättar. Men man kan också skapa egna fantasifigurer, något som J.R.R. Tolkien gjorde i Trilogin om Härskarringen.

## Exempel

### Fantasivärldar
- Fantásien i Michael Endes bok Den oändliga historien, samt i filmen med samma namn.
- Författaren C.S. Lewis målar upp en fantasivärld i Narnia-serien.

### Filmer som utspelas i fantasivärldar
- Den oändliga historien
- MirrorMask
- Alice i Underlandet
- Sagan om ringen-filmerna
- Labyrint

### TV-serier som utspelas i fantasivärldar
- Legend of the Seeker
- Merlin
- Berättelser ur Den Oändliga Historien
- Ragnarok the Animation